# Helen Barnes

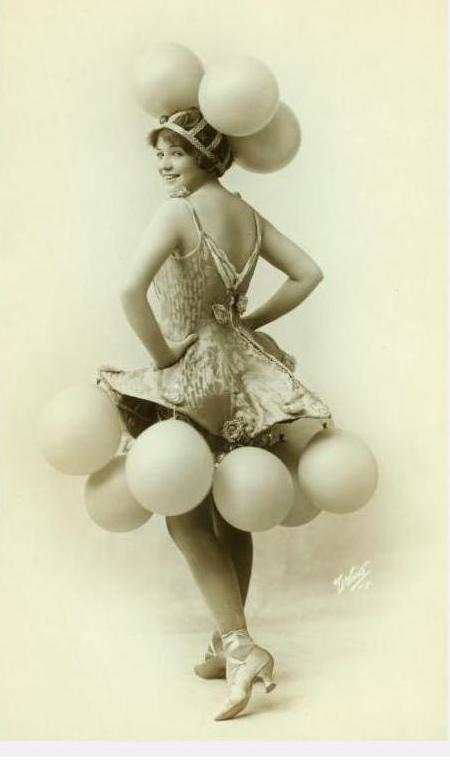
Helen Barnes, 1912

Helen Barnes (* 5. Juli 1895 in Shelton; † 1. Juni 1925 in Woodmont, Connecticut) war eine US-amerikanische Musical-Schauspielerin und Tänzerin.

## Leben
Von 1915 bis 1919 war sie Tänzerin bei den Ziegfeld Follies am Broadway. 1915 spielte Barnes die Lotta Nichols im Musical „Stop! Look! Listen!“ am Globe Theatre. Die New York Times schrieb am 14. Mai 1918 über die Aufführung des Musicals „The Squab Farm“, dass Helen Barnes der Liebling des Publikums war. Helen Barnes spielte in dem Stück die Hortense Hogan am Bijou Theatre.
Helen Barnes starb mit 29 Jahren zusammen mit ihrem Lebensgefährten John Griffin bei einem Autounfall in der Nähe von Woodmont. Griffin hatte kurz davor Freunden erzählt, dass Helen und er heiraten wollen.

## Engagements
- 1914/15: Watch Your Step
- 1915: Ziegfeld Follies of 1915
- 1915/16: Stop! Look! Listen!
- 1916: Ziegfeld Follies of 1916
- 1917: Ziegfeld Follies of 1917
- 1918: Ziegfeld Follies of 1918
- 1919: Oh, My Dear!
- 1919: The Five Million
- 1920: An Innocent Idea
- 1920/21: Ladies’ Night